# International Federation of Medical Students’ Associations
Die International Federation of Medical Students’ Associations (IFMSA) ist eine internationale Vereinigung medizinischer Studierendenorganisationen. Sie wurde 1951 gegründet und umfasst heute über 100 Organisationen. Kernpunkte der Zusammenarbeit stellen Austauschprojekte wie der internationale Famulatur- und Forschungsaustausch dar. Sie erlaubt den Austausch von Ideen und Erfahrungen zwischen Medizinstudierenden weltweit.

## Arbeit
Innerhalb der IFMSA sorgen die „Ständigen Arbeitsgruppen“ (Standing Committees) für eine kontinuierliche Arbeit. Diese behandeln eine große Bandbreite von Themen, von Gesundheitspolitik und Menschenrechten über medizinische Ausbildung, Famulaturaustausch bis hin zu sexueller Aufklärung.
- Medical Education (Medizinische Ausbildung)
- Public Health (Öffentliche Gesundheit, Gesundheitserziehung und Entwicklungshilfe)
- Human Rights and Peace (Menschenrechte und Frieden)
- Sexual and Reproductive Health including HIV/AIDS (Sexuelle und Reproduktive Gesundheit, Aufklärung und Prävention inklusive HIV/AIDS)
- Professional Exchange (Famulaturaustausch)
- Research Exchange (Forschungsaustausch)

## Geschichte
Die International Federation of Medical Students' Associations war eine der zahlreichen internationalen Studentenorganisationen, die unmittelbar nach dem Ende des Zweiten Weltkriegs gegründet wurden. Die erste Sitzung, auf der die Föderation gegründet wurde, fand im Mai 1951 in Kopenhagen, Dänemark, statt. Die ersten Mitglieder dieser neuen Organisation waren das Vereinigte Königreich, Österreich, die Bundesrepublik Deutschland, Finnland, Norwegen, Schweden, die Niederlande, die Schweiz und Dänemark. Im Juli 1952 fand in London die erste Generalversammlung der IFMSA statt. An der Versammlung nahmen insgesamt dreißig Personen aus zehn Ländern teil.
Ausgehend von den ausschließlich europäischen Gründungsorganisationen hat sich der Verband auf über 100 Mitglieder aus der ganzen Welt erweitert.
Die IFMSA hat sich immer auf die Mobilität und den Austausch von Studierenden sowie auf die Organisation von Konferenzen und Workshops konzentriert. Die ersten Konferenzen hießen „Student International Clinical Conferences“ und waren in den 1950er Jahren recht erfolgreich. Im Laufe der Jahre wurden verschiedene summer schools organisiert, beginnend 1963 in Dänemark, dem Vereinigten Königreich und Skandinavien. Andere Konferenzen befassten sich mit der medizinischen Ausbildung, mit Medikamenten, AIDS und HIV-Themen. In den 1960er Jahren wurden Projekte organisiert, um benachteiligten Studenten in Entwicklungsländern zu helfen: das Projekt Book Aid, bei dem versucht wurde, medizinische Bücher aus wohlhabenderen Ländern zu schicken, und der Equipment Appeal, der den Versand von überschüssigen medizinischen Geräten in diese Länder förderte.
In den 1970er Jahren war eine Dezentralisierung der IFMSA nötig. Zu diesem Zweck trug die IFMSA zur Gründung regionaler Medizinstudentenorganisationen in Afrika und Asien bei. In der Folge wurden regionale Vizepräsidenten für sechs Regionen gewählt, um die Regionalisierung zu fördern, aber diese Struktur wurde nach einigen Jahren wieder aufgegeben.
In den frühen 1980er Jahren veröffentlichte die IFMSA eine Reihe von Beschlüssen und Erklärungen zu Themen, die von der medizinischen Ausbildung über die Verhütung von Atomkriegen bis hin zur medizinischen Grundversorgung reichten. In den späten 1980er Jahren wurde der Wunsch geäußert, Projekte zu organisieren, die vor Ort etwas bewirken konnten, und so wurde in Zusammenarbeit mit anderen internationalen Studentenorganisationen die Idee des Village Concept Project geboren. 1986 wurde in Zusammenarbeit mit der Weltgesundheitsorganisation (WHO) das Leadership Training Programs ins Leben gerufen. Diese Trainingsprogramme sind auch heute noch aktiv.
Die offiziellen Beziehungen zur WHO begannen bereits 1969, als die Zusammenarbeit zur Organisation eines Symposiums über „Programmed Learning in Medical Education“ sowie zu Programmen für Immunologie und Tropenmedizin führte. In den folgenden Jahren haben die IFMSA und die WHO bei der Organisation einer Reihe von Workshops und Fortbildungsprogrammen zusammengearbeitet. Die IFMSA arbeitet bereits seit 1971 mit der UNESCO zusammen. Seit 2007 ist die IFMSA eine offizielle Unterstützungsorganisation von HIFA2015 (Healthcare Information For All by 2015).

## Treffen und Aktivitäten
Die Mitgliedsorganisationen der IFMSA tagen zweimal jährlich in Form von Generalversammlungen (General Assemblies, kurz GA), jeweils im März (March Meeting, MM) und August (August Meeting, AM) an wechselnden Standorten.
IFMSA ist in 5 Regionen unterteilt: Americas, Europa, Africa, EMR (Eastern Mediterranean Region), Asia-Pacific. Die einzelnen Regionen haben jährlich ein Meeting (Regional Meetings) an denen regionale Prioritäten und Ziele besprochen werden. In Europa wird es EuRegMe genannt.
Auf der Vollversammlung 2024 in Finnland wurde ohne die satzungsgemäß vorgesehene vorherige offizielle Untersuchung beantragt, die Federation of Israeli Medical Students (FIMS) wegen Verstößen gegen die Satzung und den Verhaltenskodex der IFMSA auszuschließen oder deren Mitgliedschaft ersatzweise für zwei Jahre zu suspendieren. Der Ausschluss fand nicht die erforderliche Mehrheit, aber die Suspendierung wurde am 6. August von einer Zweidrittelmehrheit der abstimmenden Mitgliedsorganisationen beschlossen. Der Beschluss erging eine knappe Woche nach einer Solidaritätserklärung der IFMSA für neun von schweren Krisen betroffene Gemeinschaften, darunter auch Palästina. Die Vertreter aus Deutschland, Italien und Luxemburg verurteilten die Suspendierung von FIMS. Ein Mitglied der deutschen Delegation bezeichnete die IFMSA in einem persönlichen Statement als „staatlich finanzierten Safe Space für Antisemitismus“.
| Titel               | Termin      | Land                           | Ort                                     | Anmerkung                                                                                        |
| ------------------- | ----------- | ------------------------------ | --------------------------------------- | ------------------------------------------------------------------------------------------------ |
| 74th March Meeting  | März 2025   | Türkei                         | Istanbul                                | Gastgeber: IFMSA Vorstand                                                                        |
| 73rd August Meeting | August 2024 | Finnland                       | Tampere                                 | Gastgeber: FIMSIC Finland                                                                        |
| 73rd March Meeting  | März 2024   | Ecuador                        | Quito                                   | Gastgeber: AEMPPI Ecuador                                                                        |
| 72nd August Meeting | August 2023 | Indien                         | New Delhi                               | Gastgeber: IFMSA Vorstand                                                                        |
| 72nd March Meeting  | März 2023   | Estland                        | Tallin                                  | Gastgeber: EstMSA Estonia                                                                        |
| 71st August Meeting | August 2022 | Türkei                         | Istanbul                                | Gastgeber: TurkMSIC Türkiye                                                                      |
| 71st March Meeting  | March 2022  | Nordmazedonien                 | Ohrid                                   | Gastgeber: MMSA Macedonia                                                                        |
|                     |             |                                |                                         |                                                                                                  |
|                     |             |                                |                                         |                                                                                                  |
|                     |             |                                |                                         |                                                                                                  |
| 69th March Meeting  | March 2020  | Ruanda                         | Kigali                                  | Gastgeber: MEDSAR Rwanda                                                                         |
| 68th August Meeting | August 2019 | Taiwan                         | Taipei                                  | Gastgeber: FMS-Taiwan                                                                            |
| 68th March Meeting  | März 2019   | Slowenien                      | Portorož                                | Gastgeber: SloMSIC-Slovenia                                                                      |
| 67th August Meeting | August 2018 | Kanada                         | Montréal                                | Gastgeber: IFMSA-Québec                                                                          |
| 67th March Meeting  | März 2018   | Ägypten                        | Hurghada                                | Gastgeber: IFMSA-Egypt                                                                           |
| 66th August Meeting | August 2017 | Tansania                       | Arusha                                  | Gastgeber: TaMSA-Tanzania                                                                        |
| 66th March Meeting  | März 2017   | Montenegro                     | Budva                                   | Gastgeber: Momsic-Montenegro                                                                     |
| 65th August Meeting | August 2016 | Mexiko                         | Pueblo                                  | Gastgeber: IFMSA-Mexico                                                                          |
| 65th March Meeting  | März 2016   | Malta                          | St. Paul’s Bay                          | Gastgeber: MMSA-Malta                                                                            |
| 64th August Meeting | August 2015 | Mazedonien                     | Ohrid                                   |                                                                                                  |
| 64th March Meeting  | März 2015   | Türkei                         | Antalya                                 |                                                                                                  |
| 63th August Meeting | August 2014 | Taiwan                         | Taipeh                                  |                                                                                                  |
| 63th March Meeting  | März 2014   | Tunesien                       | Hammamet                                |                                                                                                  |
| 62nd August Meeting | August 2014 | Chile                          | Santiago de Chile                       |                                                                                                  |
| 62nd March Meeting  | März 2013   | Vereinigte Staaten von Amerika | New York / Baltimore / Washington, D.C. |                                                                                                  |
| 61st August Meeting | August 2012 | Indien                         | Mumbai                                  |                                                                                                  |
| 61st March Meeting  | März 2012   | Ghana                          | Accra                                   |                                                                                                  |
| 60th August Meeting | August 2011 | Dänemark                       | Kopenhagen                              | 60. Geburtstag der IFMSA                                                                         |
| 60th March Meeting  | März 2011   | Indonesien                     | Jakarta                                 | 60. Geburtstag der IFMSA                                                                         |
| AM2010              | August 2010 | Kanada                         | Montréal                                |                                                                                                  |
| MM2010              | März 2010   | Thailand                       | Bangkok                                 |                                                                                                  |
| AM2009              | August 2009 | Mazedonien                     | Ohrid                                   |                                                                                                  |
| MM2009              | März 2009   | Tunesien                       | Hammamet                                |                                                                                                  |
| AM2008              | August 2008 | Jamaika                        | Ocho Rios                               |                                                                                                  |
| MM2008              | März 2008   | Mexiko                         | Monterrey                               |                                                                                                  |
| AM2007              | August 2007 | Vereinigtes Königreich         | Canterbury                              |                                                                                                  |
| MM2007              | März 2007   | Australien                     | Mandurah                                |                                                                                                  |
| AM2006              | August 2006 | Serbien                        | Zlatibor                                | 55. Geburtstag der IFMSA                                                                         |
| MM2006              | März 2006   | Chile                          | Pucón                                   |                                                                                                  |
| AM2005              | August 2005 | Ägypten                        | Hurghada                                |                                                                                                  |
| MM2005              | März 2005   | Türkei                         | Antalya                                 |                                                                                                  |
| AM2004              | August 2004 | Mazedonien                     | Ohrid                                   |                                                                                                  |
| MM2004              | März 2004   | Venezuela                      | Isla Margharita                         |                                                                                                  |
| AM2003              | August 2003 | Niederlande                    | Egmund aan Zee                          |                                                                                                  |
| MM2003              | März 2003   | Estland                        | Pärnu                                   |                                                                                                  |
| AM2002              | August 2002 | Taiwan                         | Taipeh                                  |                                                                                                  |
| MM2002              | März 2002   | Serbien und Montenegro         | Koapaonik                               |                                                                                                  |
| ITCMS-GA2001        | August 2001 | Dänemark                       | Aalborg                                 | 50. Geburtstag der IFMSA, International Training Congress for Medical Students, General Assembly |
| EOM2001             | März 2001   | Malta                          | Valleta                                 | Exchange Officer Meeting                                                                         |
| GA2000              | August 2000 | Portugal                       | Porto                                   | General Assembly                                                                                 |
| EOM2000             | März 2000   | Finnland                       | Kuopio                                  | Exchange Officer Meeting                                                                         |